# فولفنبوتل (مقاطعة)
فولفنبوتل هي قضاء ألمانية (مقاطعة) في الجنوب الشرقي من سكسونيا السفلى، ألمانيا. المقاطعات المجاورة هي (مع عقارب الساعة من الشمال)المدينة الخالية من الأحياء براونشفايغ ، مقاطعة هلمشتيت في ساكسونيا أنهالت، ومقاطعة غوسلار، هيلدسهايم و باينه. المدينة الخالية من الأحياء زالتسغيتر تقطع مقاطعة فولفنبوتل في الجنوب الغربي. 

## الجغرافيا
نهر أوكار يدخل المقاطعة في الشمال، يجري من خلال مدينة فولفنبوتل (عاصمة المقاطعة)، ويخرج منها في الشمال الغربي.

## التاريخ
تم إنشاء المنطقة في عام 1832 عندما تم تقسيم دوقية برونزويك إلى ست مناطق. ظلت دون تغيير حتى عام 1941 عندما بدأ سريان مرسوم Salzgitter-Verordnung ("مرسوم سالزجيتر" الذي أنشأ مدينة سالزجيتر) وأزال 20 بلدية من المنطقة؛ في المقابل،تم تسليم 10 بلديات من مقاطعة Marienburg (آنذاك) إلى Wolfenbüttel. عندما تغيرت حدود المقاطعة مرة أخرى في عام 1974 (كجزء من الإصلاحات الإدارية)،تمت إضافة أجزاء من مقاطعة برونزويك السابقة إلى Wolfenbüttel. بالإضافة إلى ذلك،تم تبادل العديد من البلديات - وأبرزها مدينة باد هاغزبورغ - مع منطقة جوسلار المجاورة.

## المدن والقري
| Towns                                                         | Samtgemeinden                                                                             | Samtgemeinden | Samtgemeinden |
| ------------------------------------------------------------- | ----------------------------------------------------------------------------------------- | --- | --- |
| 1. فولفنبوتل Free municipalities 1. Cremlingen 2. شلادين فيلا | - 1. Baddeckenstedt 1. Baddeckenstedt1 2. Burgdorf 3. Elbe 4. Haverlah 5. Heere 6. Sehlde | - 2. Elm-Asse 1. Dahlum 2. Denkte 3. Hedeper 4. Kissenbrück 5. Kneitlingen 6. Remlingen-Semmenstedt 7. Roklum 8. شوبنشتيت1, 2 9. Uehrde 10. Vahlberg 11. Winnigstedt 12. Wittmar | - 3. Oderwald 1. Börßum1 2. Cramme 3. Dorstadt 4. Flöthe 5. Heiningen 6. Ohrum - 4. Sickte 1. Dettum 2. Erkerode 3. Evessen 4. Sickte1 5. Veltheim |
| 1seat of the Samtgemeinde; 2town                              |                                                                                           | | |

## روابط خارجية
- Official district website (بالألمانية)